# Calycella uliginosa
Calycella uliginosa är en svampart som först beskrevs av Elias Fries, och fick sitt nu gällande namn av Jean Louis Emile Boudier 1907. Calycella uliginosa ingår i släktet Calycella och familjen Helotiaceae.   Inga underarter finns listade i Catalogue of Life.